# Zygmunt Dmochowski

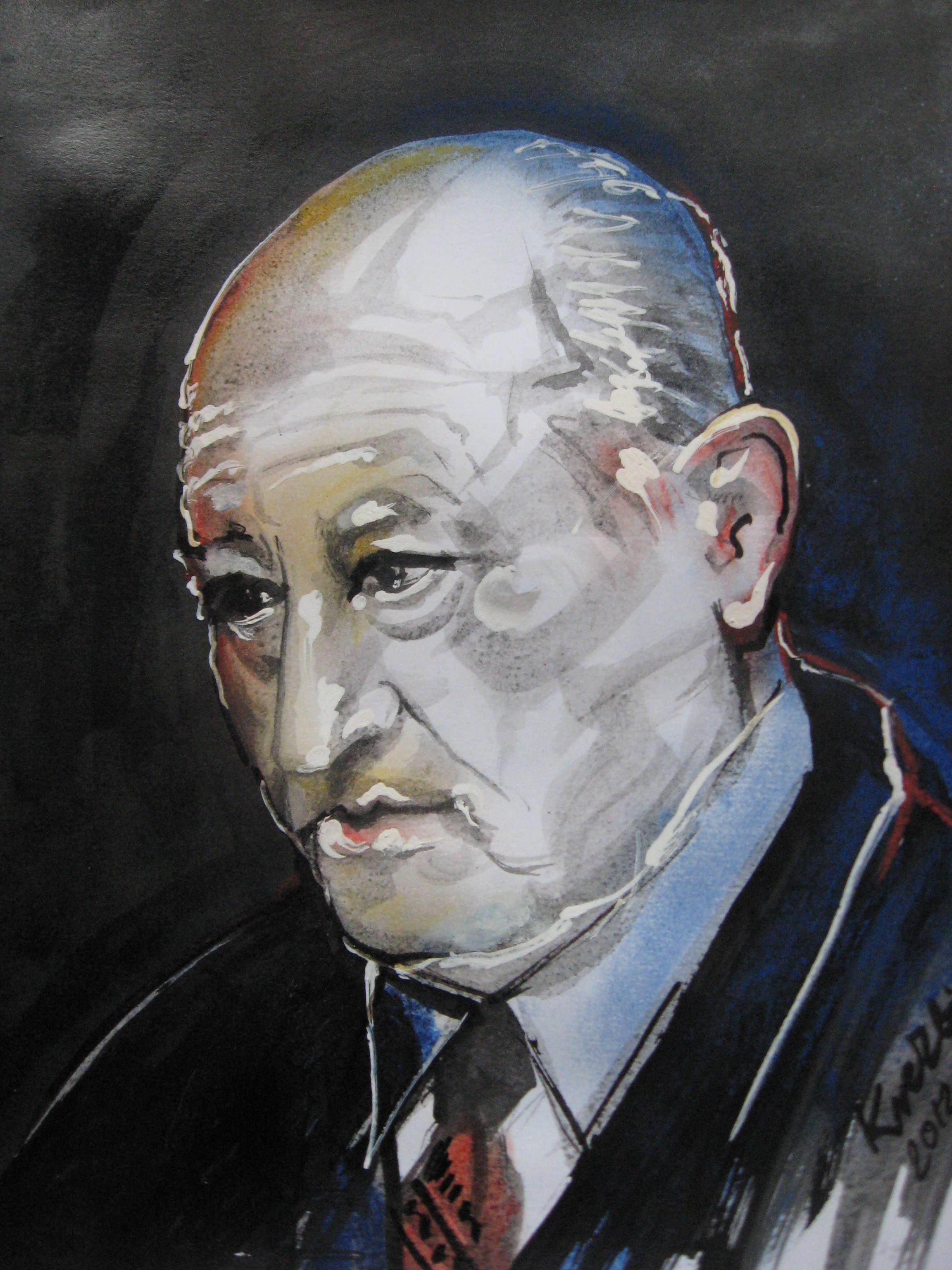
Portret Zygmunta Dmochowskiego
autor Zbigniew Kresowaty

Zygmunt Stefan Dmochowski (ur. 10 stycznia 1931 w Ciechocinku, zm. 14 stycznia 2013 w Opolu) – polski poeta.
Pochodził z zasiedziałego kujawskiego rodu. Ukończył polonistykę na Uniwersytecie Warszawskim. Przez dwanaście lat uczył języka polskiego w liceum w Radziejowie, miasteczku na Kujawach. Następnie przeniósł się do Opola, gdzie był nauczycielem, wizytatorem i kierownikiem zakładu szkoleniowego.
Do poezji przyszedł z rzeźby. Debiutował w 1952 roku w gazecie studenckiej. Wiersze Zygmunta Dmochowskiego drukowały pisma pierwszego obiegu o zasięgu ogólnopolskim, m.in. "Wiadomości Kulturalne", "Śląsk", "Metafora", "Przegląd Artystyczno-Literacki", "Pomorze", "Literacka Polska", "Kalendarz Opolski", "Almanach-Opolanin", "Poezja", periodyki czeskie i polskie. Znalazły się też w wielu antologiach i almanachach artystycznych.
W 2004 roku został wyróżniony przez Marszałka Województwa Opolskiego nagrodą dla animatorów kultury. W 2008 roku Minister Kultury i Dziedzictwa Narodowego odznaczył pisarza medalem "Zasłużony dla Kultury Polskiej". Był delegatem Opolskiego Oddziału Związku Literatów Polskich na trzech kolejnych Zjazdach Literatów w Warszawie (XXVI-XXVIII).
Poeta był Kujawiakiem i z tym regionem silnie związany. Wątki kujawskie są obecne w całej jego twórczości. Pozostawał członkiem kujawskich stowarzyszeń naukowych i kulturalnych, w tym Włocławskiego Towarzystwa Naukowego we Włocławku. Został odznaczony "Medalem za Zasługi dla Kultury Ciechocinka". 
O poezji Z. Dmochowskiego pisano w czeskiej krytyce literackiej:
- "Opera Slavica" (Slavisticke Rozhledy) 2007 XII, I,
- "Olomuncki Vieczernik" 2006, "Akord" (tłumaczenia i wiersze),
- "Revne pro Literaturu, Umeni a Zivot" Brno-Praha, rocnik XXVI, keten 2006 kc 25 (wiersze).

## Publikacje
Zbiory wierszy
- Potargane anioły (1993, 1994)
- Żarna i ziarna (1994)
- Skaczące światło (1994)
- Jaskrawość przestrzeni (1995)
- Wezbrana rzeka (1997)
- Mgławice Koziorożca (1998)
- Nim umilknie ciepło (2000)
- Wybór wierszy (2003)
- Liryki opolskie (2007)
- Wybór wierszy (2007)

Poematy
- Z księgi pogan (1995)
- Requiem Kujawskie (2001)
- Człowiek - szkice do portretu
- Trzy poematy (2009)

Powieść
- Płonąca sól (2002)
- Czyściec mojego nieba (2009)